# 宮川寅雄
宮川 寅雄（みやがわ とらお、1908年10月10日 - 1984年12月25日）は、日本の美術史家。号は「杜良」。

## 経歴
1908年、宮城県仙台市で生まれた。1927年、早稲田第二高等学院に入学。早稲田大学の会津八一の知遇を得た。以降、終生にわたってに師事し、東洋美術史の研究を深めた。1930年、早稲田大学政治経済学部経済学科に入学。在学中から社会運動に参加し、入学翌年の1931年に退学。日本共産党員として反軍国主義活動に参加し、検挙された。1940に出獄。
戦後の1947年、第1回参議院議員通常選挙で北海道から共産党公認として立候補したが落選。1951年に北海道から東京へ戻り、日本近代史研究会、文化史懇談会などの活動に参加した。1956年、日中文化交流協会の創立に参加。1973年より副理事長、1979年に理事長に就いた。
1966年に和光大学が設立されると、同大学人文学部芸術学科教授となり、同学科長となった。日中文化交流協会の活動を通じて、長期にわたり日中友好と日中文化交流活動に関わった。1967年、中国で文化大革命が起こると、中国問題で共産党を除名された。1979年に和光大学を定年退任した。

## 著作
著書
- 『岡倉天心』東京大学出版会「日本美術史叢書」 1956
- 『東ヨーロッパとの対話』校倉書房 1963
- 『近代美術とその思想』理論社 1966
- 『会津八一』紀伊国屋新書 1969、紀伊国屋書店 1980
  - 復刻版 1994
- 『会津八一の文学』講談社　1972
  - 恒文社 1998
- 『近代美術の軌跡』中央公論社 1972
- 『中国美術紀行』講談社　1975
- 『図説中国の歴史 12　中国美術の流れ』講談社　1977
- 『会津八一の世界』文一総合出版 1978
- 『朝日村講演時代の会津八一』朝日村会津八一顕彰会　1981
- 『秋艸道人随聞』中公文庫 1982
- 『歳月の碑』中央公論美術出版 1984
- 『美術史散策』恒文社 1987
- 『宮川寅雄 十七回忌記念展』長谷川四郎監修　中野邸美術館　2000

共編著ほか
- 『北斎人物漫画』解題、岩崎美術社 1969
- 岩村透『芸苑雑稿 他』編、平凡社東洋文庫 1971
- 『カラー 会津八一 鹿鳴集 奈良』編、入江泰吉写真、淡交社　1975
- 『新中国考古の旅』編、秋田書店　1975
- 『中国の美術と考古 新発掘報告』井上靖共編、六興出版 1977
- 『会津八一墨蹟集』編、新潟日報事業社 1978
- 『茶の本』岡倉天心著、訳・解説 講談社文庫 1978
  - 土曜社 2017
- 『秋艸堂印譜』編著、二玄社 1979
- 『西安碑林書道芸術』伏見冲敬共編、講談社 1979
- Chinese paintingアルフレッド・バーンバウム著、英訳 Weatherhill,1983